# Лоренсбург (Теннессі)
Лоренсбург (англ. Lawrenceburg) — місто (англ. city) в США, в окрузі Лоуренс штату Теннессі. Населення — 11 633 особи (2020).

## Географія
Лоренсбург розташований за координатами 35°14′58″ пн. ш. 87°19′55″ зх. д. / 35.24944° пн. ш. 87.33194° зх. д. (35.249552, -87.331933). За даними Бюро перепису населення США в 2010 році місто мало площу 32,81 км², уся площа — суходіл.

## Демографія
Згідно з переписом 2010 року, у місті мешкало 10 428 осіб у 4579 домогосподарствах у складі 2696 родин. Густота населення становила 318 осіб/км². Було 5073 помешкання (155/км²).
Расовий склад населення:
| - 90,9 % — білих - 4,5 % — чорних або афроамериканців - 0,5 % — корінних американців - 0,5 % — азіатів - 1,0 % — осіб інших рас |

До двох чи більше рас належало 2,7 %. Частка іспаномовних становила 3,1 % від усіх жителів.
За віковим діапазоном населення розподілялося таким чином: 23,0 % — особи молодші 18 років, 57,5 % — особи у віці 18—64 років, 19,5 % — особи у віці 65 років та старші. Медіана віку мешканця становила 40,8 року. На 100 осіб жіночої статі у місті припадало 87,1 чоловіків; на 100 жінок у віці від 18 років та старших — 82,4 чоловіків також старших 18 років.
Середній дохід на одне домашнє господарство становив 42 306 доларів США (медіана — 29 443), а середній дохід на одну сім'ю — 53 141 долар (медіана — 35 973). Медіана доходів становила 36 637 доларів для чоловіків та 27 700 доларів для жінок. За межею бідності перебувало 20,1 % осіб, у тому числі 21,3 % дітей у віці до 18 років та 16,9 % осіб у віці 65 років та старших.
Цивільне працевлаштоване населення становило 3685 осіб. Основні галузі зайнятості: освіта, охорона здоров'я та соціальна допомога — 22,8 %, виробництво — 15,0 %, роздрібна торгівля — 12,6 %.

## Відомі особистості
- Деві Крокетт
- Майкл Джетер (1952—2003) — американський актор.